# Antonín Heythum
Antonín Heythum (23. května 1901, Most – 10. ledna 1954, Rottach v jižním Německu) byl český scénograf, grafik, architekt a návrhář nábytku.

## Život
V roce 1924 vystudoval na ČVUT v Praze architekturu, pozemní stavitelství a lodní konstrukce. Vstoupil do uměleckého svazu Devětsil a účastnil se počátků Osvobozeného divadla, kde v letech 1924–1925 působil jako scénograf. Antonín Heythum byl autorem výpravy k Molièrově hře George Dandin, kterou Zkušební scéna v roce 1925 nastudovala pod názvem Cirkus Dandin. Heythum pojal scénu v netradičním konstruktivistickém stylu. V následujícím roce vytvořil výpravu ke hře francouzského dadaistického autora Georgese Ribémonta-Dessaignese Němý kanár, kterou v Osvobozeném divadle nastudoval Jindřich Honzl. Pracoval také několik sezón v ostravském divadle a od roku 1924 byl stálým výtvarným spolupracovníkem Národního divadla v Praze. Z Osvobozeného divadla odešel jako vedoucí výpravy do divadla v Olomouci, ale po dvou letech se vrátil zpět do Prahy.
Antonín Heythum jako vystudovaný architekt se nevyhýbal ani projektům obytných staveb a jejich interiérů. Ve spolupráci s Evženem Linhartem vyprojektoval v roce 1932 dům v ulici Na Ostrohu v kolonii rodinných domků v Osadě Babě v Praze – Dejvicích. V rámci Devětsilu vystavoval v Klubu architektů a ve Spolku výtvarných umělců Mánes v Praze a Brně a účastnil se i výstav v cizině – v Paříži, Amsterodamu nebo New Yorku.
Jako architekt a výtvarník se podílel rovněž na výstavních instalacích. Proslavily jej projekty na celostátní sklářské výstavě v Praze roku 1933 a na výstavních pavilonech na světové výstavě v Bruselu v letech 1934–1935. Pro světovou výstavu v Paříži v roce 1937 vytvořil Heythum skleněné oddělení pro exponáty 120 československých sklářských firem.
Byl zde k vidění závěs z křišťálových hranolů, skleněná mozaika Jana Zrzavého, leptané okno Emila Filly nebo broušená židle potažená látkou z imitace briliantů či křišťálový lustr.
Roku 1938 odejel Heythum do USA, aby zde s Kamilem Roškotem připravili československý pavilon pro světovou výstavu v New Yorku plánovanou na roky (1939–1940) a na výstavu v San Francisku.
Po vypuknutí druhé světové války zůstal ve Spojených státech, takže sešlo z jeho knihy o výstavnictví, kterou zpracoval se svou ženou Charlotou pro Národohospodářský ústav České akademie věd a umění. Práci nakonec otiskl americký časopis Forum. V roce 1940 uspořádali manželé Heythumovi na Kolumbijské univerzitě v New Yorku přehlídku svých prací. Výstava byla vzhledem k okolnostem neúplná, přesto na jejím základě nabídl prezident Kalifornské techniky v Pasadeně Heythumovi místo na škole, což on přijal. Založil na škole oddělení průmyslového designu a získal titul profesora. V roce 1945 ještě působil na Kolumbijské univerzitě jako profesor architektury.
V nábytkářství byl zastáncem standardního funkcionalistického designu pro sériovou výrobu. Je spoluautorem díla Design for Use (Užitkový design) z roku 1944.
Také v USA se částečně věnoval divadelní scénografii. V New Yorku se společně se svou ženou podíleli na Králi Learovi v režii Erwina Piscatora a v Kalifornii pak inscenovali satirickou hru Women (Ženy).
Do Československa se již nevrátil. Po svém návratu do Evropy působil jako pedagog ve Švýcarsku. Zemřel 10. ledna 1954 v městečku Rottach v jižním Bavorsku.